# Reggimenti della Provincia Sveva
La Provincia Sveva era composto da diversi stati di piccola entità di natura cattolica o luterana. 
Legenda
"(1555)" ecc. secondo la numerazione di Tessin | - luogo di stanza| * origine | † dissoluzione | > trasformazione in | = doppia funzione come reggimento imperiale e reggimento permanente dell'esercito dello stato offerente. Per gli eserciti permanenti sono indicati anche i nomi dei comandanti e il loro periodo di inizio servizio che si intende terminato all'arrivo del comandante successivo.

## Reggimenti permanenti

### Fanteria
- Schwäbisches Kreis-Infanterieregiment No. 1 (1683/3) - Carlo Gustavo di Baden-Durlach *1683 - 1703 Carlo III Guglielmo di Baden-Durlach - 1712 Cristoforo di Baden-Durlach - 1723 Federico di Baden-Durlach - 1732 Carlo Augusto di Baden-Durlach - 1766 Carlo Luigi di Baden-Durlach - 1772 Carlo Luigi di Baden ("Baden-Infanterie")- †1801
- Schwäbisches Kreis-Infanterieregiment No. 2 (1683/4) - Öttingen *1683 - 1691 Würzburg - 1701 Fürstenberg - 1705 Entzberg - 1724 Fürstenberg - 1759 Fürstenberg - †1801
- Schwäbisches Kreis-Infanterieregiment No. 3 (1691/2) - Fürstenberg *1691 - 1703 Roth - 1743 Baden-Baden - 1772 Wolfegg - 1799 ("Königsegg-Infanterie") - †1801
- Schwäbisches Kreis-Infanterieregiment No. 4 (1701) - Reischach *1701 - 1712 Württemberg - 1733 Württemberg - 1744 Württemberg - 1793 Württemberg †1796

### Cavalleria
- Schwäbisches Kreis-Kürassierregiment (1683/1) - Gronsfeld *1683 - 1691 Stauffenburg - 1704 Fugger - 1732 Fugger ("Fugger-Kürassiere") - Baden 1736 - Zollern (?) - Zollern 1785 - †1801
- Schwäbisches Kreis-Dragonerregiment (1691/1) - "Prinz Friedrich Dragoner" - 1693 Zollern - 1703 Oettingen - 1724 Ostfriesland - 1725 Oettingen - †1732

## Reggimenti esistenti a breve termine

### Fanteria
- Schwäbisches Kreis-Infanterieregiment (1542) - Eberstein *1542†
- Schwäbisches Kreis-Infanterieregiment (1595) - Schönau *1595 - †1596
- Schwäbisches Kreis-Infanterieregiment (1596) - Mörsberg *1596 - †1596
- Schwäbisches Kreis-Infanterieregiment (1597) - Mörsberg *1597 - †1597
- Schwäbisches Kreis-Infanterieregiment (1605) - Mörsberg *1605 - †1605
- Schwäbisches Kreis-Infanterieregiment (1606) - Mansfeld *1606 - †1606
- Schwäbisches Kreis-Infanterieregiment (1664/2) - Birkenfeld *1664 - †1664
- Schwäbisches Kreis-Infanterieregiment (1664/3) - Fugger *1664 - †1664
- Schwäbisches Kreis-Infanterieregiment (1674/3) - Carlo gustavo di Baden-Durlach *1674 - †1677
- Schwäbisches Kreis-Infanterieregiment (1696) - Baden-Baden *1696 - 1707 Baden-Baden - †1731

### Cavalleria
- Schwäbisches Kreis-Kavallerieregiment (1664/1) - Fürstenberg *1664 - †1664
- Schwäbisches Kreis-Kavallerieregiment (1674/1) - Fürstenberg *1674 - †1677
- Schwäbisches Kreis-Kavallerieregiment (1674/1) - Württemberg *1674 - †1674